# Badener Bezirks-Blatt
Das Badener Bezirks-Blatt erschien ab 1880 (Probenummer) beziehungsweise 1881 bis 1896. Die Redaktion befand sich in Baden bei Wien. Zunächst erschien die Zeitung wöchentlich, in den Jahren 1882 und ab 1884 schließlich zweimal pro Woche; 1883 dreimal wöchentlich. 
Das deutsch-freiheitliche Blatt hatte als Beilage das Illustrierte Unterhaltungsblatt und fand seine Fortsetzung in der Badener Zeitung.